# Robson Green
Robson Golightly Green, né le 18 décembre 1964 à Hexham dans le Northumberland est un acteur, chanteur et auteur britannique.

## Biographie
Il fait partie dans les années 1990 du duo Robson & Jerome (en) avec l'acteur Jerome Flynn
Il est particulièrement connu pour son rôle du Dr Hill dans la série télévisée La Fureur dans le sang, ainsi que pour sa prestation très remarquée pour son rôle de McNair dans la série Being Human : La Confrérie de l'étrange et être l'interprète de l'inspecteur Geordie Keating dans la série Grantchester. 
De 2012 à 2014, il est également présentateur de sa propre émission Pêche extrême avec Robson Green (en) (Robson's extreme fishing challenge), émission diffusée sur Planète+ A&E au cours de laquelle il parcourt le monde en faisant des concours de pêche.

## Filmographie

### Série télévisée
- 1997 à 1999 : La Part du diable : Dave Creegan
- 2002 - 2008 : La Fureur dans le sang (Wire In The Blood) : Dr Tony Hill
- 2003 : Trust : Stephen Bradley
- 2010 : Joe Maddison's War : Harry Crawford
- 2011 : Being Human : La Confrérie de l'étrange (Being Human) : McNair
- 2012 à 2013 : Mount Pleasant : Chris
- 2013 : Strike Back : Lieutenant-colonel Philip Locke
- 2014 - en cours : Grantchester : l'inspecteur Geordie Keating

## Discographie

### Albums
- Robson & Jerome (1995) #1 UK
- Take Two (1996) #1 UK
- Happy Days: The Best of Robson & Jerome (compilation, 1997) #20 UK
- The Love Songs (compilation, 1999)
- Moment In Time (2002)

### Singles
- Unchained Melody / (There'll Be Bluebirds Over) The White Cliffs of Dover
- I Believe / Up on the Roof
- What Becomes of the Brokenhearted / Saturday Night at the Movies / You'll Never Walk Alone